# Sujetador de lactancia

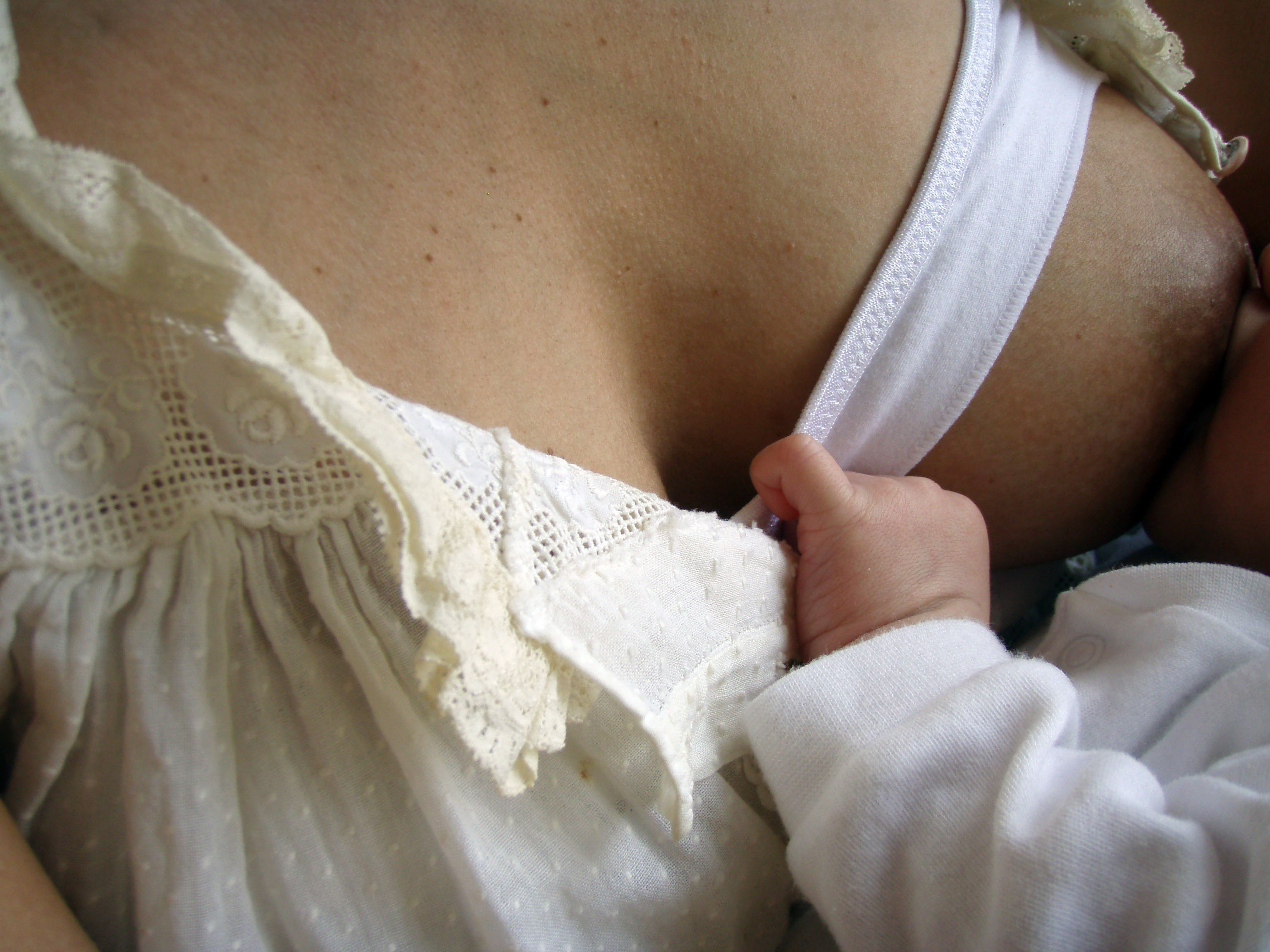
Sujetador de lactancia

El sujetador de lactancia es un tipo de sujetador (prenda lencería femenina) recomendada y utilizada habitualmente por las mujeres en periodo de lactancia materna.
La diferencia fundamental entre un sujetador de lactancia y un sujetador normal consiste en que la copa del primero posee un sistema de apertura, generalmente mediante un sistema de pinza, que permiten dejar el seno al descubierto para que el bebé pueda acceder al pezón sin necesidad de quitarse el sujetador.

## Aspectos importantes
Lo más importante en lo que se debe fijar la mamá a la hora de elegir el sujetador de lactancia es en la sujeción del pecho que le proporciona, pues de ello va a depender en gran medida la comodidad.
Es fundamental usar la talla que mejor se ajuste tanto al contorno como al pecho de la madre. Se dice que un 30% de las mujeres desconoce su talla real de sujetador. Hay que tener en cuenta que durante el embarazo y la lactancia el pecho puede crecer una o dos tallas por los cambios que se producen en ellos cuando la naturaleza los prepara para alimentar al bebé.

## Distintos sistemas
Existen multitud de marcas en el mercado con diferentes modelos. En general, casi todas las marcas de lencería femenina tienen en el mercado al menos un modelo de sujetador adaptado para la lactancia materna. Generalmente se utiliza algún tipo de pinza que permite a la copa de sujetador abrirse y mostrar el seno al bebé.

El sujetador es una prenda que desde los 100 años que lleva entre las mujeres ha conocido multitud de especializaciones adaptándose a multitud de usos que van desde la propia comodidad de las mujeres en el día a día, la práctica de deportes y, más recientemente, la lactancia materna. La tecnología aplicada en diseños y materiales ha logrado un gran desarrollo en esta categoría de productos.